# Genealogy
Genealogy est un groupe de musique arménien, créé spécialement pour l'Eurovision 2015, afin de comménorer le centenaire du génocide arménien. Il est composé de membres de la diaspora arménienne, venus des 5 continents, et d'un Arménien.
Le 11 février 2015, ils sont choisis pour représenter l'Arménie au Concours Eurovision de la chanson 2015 à Vienne, en Autriche avec la chanson Don't Deny, plus tard rebaptisée Face the Shadow (Affronte l'ombre),. Ils participent à la première demi-finale, le 19 mai 2015, où ils terminent 7e et se qualifient pour la finale. Ils obtiennent la 16e place avec 34 points lors de la finale.
Le premier membre du groupe, Essaï Altounian, un Français arménien, est annoncé le 16 février 2015.
La seconde, Tamar Kaprelian, une Américaine arménienne est annoncée le 20 février 2015.
Le troisième, Vahe Tilbian, un Éthiopien arménien, est annoncé le 23 février 2015. Il représente l'Afrique.
La quatrième, Stephanie Topalian, une Américano-Japonaise d'origine arménienne et résidant au Japon, est annoncée le 27 février 2015. Son père est arménien, sa mère japonaise. Elle représente le continent asiatique.
La cinquième est Mary-Jean O'Doherty Basmadjian, chanteuse d'opéra australienne, qui représenta l'Océanie. Elle est annoncée le 3 mars 2015.
La sixième est Inga Arshakyan, qui a représenté l'Arménie à l'Eurovision 2009 avec sa sœur Anush,.

## Membres
| Continent | Pays       | Artiste                        | Date de naissance | Annoncé         |
| --------- | ---------- | ------------------------------ | ----------------- | --------------- |
| Afrique   | Éthiopie   | Vahe Tilbian                   | 2 mai 1980        | 23 février 2015 |
| Amérique  | États-Unis | Tamar Kaprelian                | 28 octobre 1986   | 20 février 2015 |
| Asie      | Japon      | Stephanie Topalian             | 5 août 1987       | 27 février 2015 |
| Europe    | France     | Essaï Altounian                | 5 novembre 1980   | 16 février 2015 |
| Océanie   | Australie  | Mary-Jean O'Doherty Basmadjian | 2 avril 1982      | 3 mars 2015     |
| Arménie   | Arménie    | Inga Arshakyan                 | 18 mars 1982      | 12 mars 2015    |

## Discographie

### Singles
| Année | Single            | Classement | Classement | Classement | Classement | Classement | Classement | Classement | Classement | Album               |
| Année | Single            | BEL (Vl)   | Danemark   | FIN        | IRE        | Norvège    | SWE        | SWI        | UK         | Album               |
| ----- | ----------------- | ---------- | ---------- | ---------- | ---------- | ---------- | ---------- | ---------- | ---------- | ------------------- |
| 2015  | "Face the Shadow" | —          | —          | —          | —          | —          | —          | —          | —          | Non-album single(s) |